# 블랙 캣 (마블 코믹스)
블랙 캣(Black Cat)은 마블 코믹스에서 출간한 만화책에 등장하는 캐릭터이다. 공동 작가 마브 울프먼과 키스 폴라드가 창작했으며, 1979년 7월 어메이징 스파이더맨 #194에서 처음으로 등장한다.
펠리시아 하디(Felicia Hardy)는 전세계적으로 유명한 캣 블러거인 월터 하디(Walter Hardy)의 딸이다. 대학교 신입생 행사에 갔다가 정신적인 외상을 겪은 후에, 그녀는 스스로 다양한 전투술과 곡예술을 익혔고, 그녀의 아버지의 뒤를 잇기로 결심하였다. 그녀의 코스튬은 검은 고양이에서 차용한 것이다. 블랙 캣은 미국 만화 잡지사에서 선정한 코믹스에서 가장 섹시한 여성 100명 중에서 27위에 올랐다.

## 다른 매체에서

### 영화
- 펠리시아 하디는 대학교 신입생 행사에 갔다가 정신적인 외상을 겪은 후에,《스파이더맨 2》에서 그녀는 스파이더맨에게 피터 파커가 되는 것을 포기하라고 설득시키는 영화의 초기 각본에서 등장했었다. 이 아이디어는 스파이더맨이 되는 것을 포기하려는 피터의 다른 줄거리와는 대조되는 것이었다.[3] 그녀가 이후 각본에서 잘려나갔음에도, 블랙 캣과 그녀에 관한 줄거리는 해당 영화를 바탕으로 한 비디오 게임에 사용되었다.
- 펠리시아 하디는 원래라면 샘 레이미의 《스파이더맨 4》에서 코믹스처럼 블랙 캣으로 변하지 않지만 등장하려 했다. 그 대신 펠리시아는 벌쳐리스(Vulturess)라고 불리는 새로운 초인 능력을 지닌 인물로 될 것이라고 기대됐었다.[4] 2013년 3월, 레이미는 《스파이더맨 4》가 제작될 시에 앤 해서웨이가 하디를 연기했을 것이라는 걸 밝혔다.[5]
- 《어메이징 스파이더맨 2》에서, 펄리시티 존스가 이후 펠리시아 하디로 확인되는 인물을 연기했다.[6] Her character has a "special relationship" with the Osborns.[7][8][9] 영화에서, 오스코프 사를 장악한 이후 해리 오스본의 첫 행동은 그녀를 노먼 오스본의 핵심층 보다 높은 직위로 승진시킨 것이였다. 그녀는 차후 《어메이징 스파이더맨》 시리즈에서 블랙 캣 역을 맡을 예정이였다.[10]

- 2017년 3월, 더 할리우드 리포터는 소니 픽쳐스가 《토르: 라그나로크》의 각본가 크리스토퍼 요스트를 데리고 블랙 캣과 실버 세이블을 중심으로 한 영화를 개발 중이라고 보도했다. 그 영화는 스파이더맨 세계관에 등장하는 캐릭터들을 중심으로 한 공유 세계관인 소니의 마블 유니스의 일부가 될 예정이다. 영화는 성인 관람가가 될 것이고 마블 시네마틱 유니버스와의 관련은 없을 것이라고 한다.[11] 2017년 5월, 지나 프린스바이더우드가 《실버 & 블랙》이라는 제목의 영화를 맡을 것이라는 것이 알려졌다.[12]